# Mami (Paloma Mami)
Mami è un singolo della cantante cileno-statunitense Paloma Mami, pubblicato il 10 dicembre 2019 su etichetta discografica Sony Music Latin come primo estratto dal primo album in studio Sueños de Dalí.

## Video musicale
Il video è stato caricato sul canale YouTube-Vevo della cantante il 14 dicembre 2019 ed è stato diretto da The Movement Aa & Austin Puente e prodotto da Juan Manuel Cuervo. 

## Tracce
Testi e musiche di Elena Rose, Gilberto Figueroa, Ivy Queen, Nicolas Taiko Jaña e Paloma Rocio Castillo.
1. Mami – 3:14